# Ноєво
Ноєво (пол. Nojewo) — село в Польщі, у гміні Пневи Шамотульського повіту Великопольського воєводства.
Населення — 453 особи (2011).
У 1975-1998 роках село належало до Познанського воєводства.

## Демографія
Демографічна структура станом на 31 березня 2011 року:
|          | Загалом | Допрацездатний вік | Працездатний вік | Постпрацездатний вік |
| -------- | ------- | ------------------ | ---------------- | -------------------- |
| Чоловіки | 231     | 41                 | 170              | 20                   |
| Жінки    | 222     | 47                 | 129              | 46                   |
| Разом    | 453     | 88                 | 299              | 66                   |